# Rio Alcabrichel
O rio Alcabrichel ou ribeira de Alcabrichel, é um rio português que nasce na Serra de Montejunto perto de Vila Verde dos Francos, passa por Maxial, Ermegeira, Abrunheira, Ramalhal, Amial, Quinta de Paio Correia, A dos Cunhados, Sobreiro Curvo, Quinta da Piedade, Porto Rio e Maceira, indo desaguar no Atlântico na praia de Porto Novo (Maceira), após percorrer cerca de 25 quilómetros.

## Afluentes
- Ribeira da Fonte da Pipa
- Ribeiro Pequeno
- Ribeira da Azenha
- Ribeira de Carrascal
- Ribeira da Advesa
- Vala da Aberta
- Ribeira da Bica
- Ribeira do Vale da Pia
- Ribeira das Pontes
- Ribeira do Casal da Laje
- Ribeira do Somato
- Ribeira do Casal do Rego
- Ribeira do Vale Lagoa
- Ribeira do Martingil
- Ribeira de Toledo
- Ribeira de Ribamar